# Campionato europeo maschile under 21 di calcio 1982
Il Campionato di calcio europeo Under-21 1982, 3ª edizione del Campionato europeo di calcio Under-21 organizzato dalla UEFA, si è svolto dal 23 febbraio al 12 ottobre 1982. Il torneo è stato vinto dall'Inghilterra.
Le fasi di qualificazione hanno avuto luogo tra il 3 giugno 1980 e il 6 dicembre 1981 e hanno designato le otto nazionali finaliste che si sono affrontate in gare a eliminazione diretta con andata e ritorno.
La doppia finale si è disputata il 21 settembre e il 12 ottobre 1982 tra le formazioni dell'Inghilterra e della Germania Ovest.

## Qualificazioni

### Squadre qualificate
| Squadra          |
| ---------------- |
| Francia          |
| Germania         |
| Inghilterra      |
| Italia           |
| Polonia          |
| Scozia           |
| Spagna           |
| Unione Sovietica |

## Fase finale
|  | Quarti di finale | Quarti di finale | Quarti di finale |                |                  | Semifinali | Semifinali | Semifinali |  |  | Finale | Finale      | Finale |
|  |                  |                  |                  |                |                  |            |            |            |  |  |        |             |        |
|  |                  | Italia           | 0                |                |                  |            |            |            |  |  |        |             |        |
|  |                  | Scozia           | 1                |                |                  |            |            |            |  |  |        |             |        |
|  |                  | Scozia           | 1                |                | Scozia           | 1          |            |            |  |  |        |             |        |
|  |                  |                  |                  |                | Scozia           | 1          |            |            |  |  |        |             |        |
|  |                  |                  | Inghilterra      | 2              |                  |            |            |            |  |  |        |             |        |
|  |                  | Polonia          | Inghilterra      | 2              | 3                |            |            |            |  |  |        |             |        |
|  |                  | Polonia          |                  |                | 3                |            |            |            |  |  |        |             |        |
|  |                  | Inghilterra      | 4                |                |                  |            |            |            |  |  |        |             |        |
|  |                  |                  |                  |                |                  |            |            |            |  |  |        | Inghilterra | 5      |
|  |                  |                  |                  | Germania Ovest | 4                |            |            |            |  |  |        |             |        |
|  |                  | Francia          | 2                |                |                  |            |            |            |  |  |        |             |        |
|  |                  | Unione Sovietica | 4                |                |                  |            |            |            |  |  |        |             |        |
|  |                  | Unione Sovietica | 4                |                | Unione Sovietica | 3          |            |            |  |  |        |             |        |
|  |                  |                  |                  |                | Unione Sovietica | 3          |            |            |  |  |        |             |        |
|  |                  |                  | Germania Ovest   | 9              |                  |            |            |            |  |  |        |             |        |
|  |                  | Spagna           | Germania Ovest   | 9              | 1                |            |            |            |  |  |        |             |        |
|  |                  | Spagna           |                  |                | 1                |            |            |            |  |  |        |             |        |
|  |                  | Germania Ovest   | 2                |                |                  |            |            |            |  |  |        |             |        |

### Quarti di finale
Andata 23, 24 febbraio, 10 e 17 marzo, ritorno 24 marzo, 6 e 7 aprile 1982.
| Squadra 1 | Totale | Squadra 2        | Andata | Ritorno |
| --------- | ------ | ---------------- | ------ | ------- |
| Italia    | 0 - 1  | Scozia           | 0 - 1  | 0 - 0   |
| Polonia   | 3 - 4  | Inghilterra      | 1 - 2  | 2 - 2   |
| Francia   | 2 - 4  | Unione Sovietica | 0 - 0  | 2 - 4   |
| Spagna    | 1 - 2  | Germania Ovest   | 1 - 0  | 0 - 2   |

### Semifinali
Andata 19 e 21 aprile, ritorno 28 e 30 aprile 1982.
| Squadra 1        | Totale | Squadra 2      | Andata | Ritorno |
| ---------------- | ------ | -------------- | ------ | ------- |
| Scozia           | 1 - 2  | Inghilterra    | 0 - 1  | 1 - 1   |
| Unione Sovietica | 3 - 9  | Germania Ovest | 3 - 4  | 0 - 5   |

### Finale
Andata 17 maggio, ritorno 24 maggio 1982.
| Squadra 1   | Totale | Squadra 2      | Andata | Ritorno |
| ----------- | ------ | -------------- | ------ | ------- |
| Inghilterra | 5 - 4  | Germania Ovest | 3 - 1  | 2 - 3   |